# Vånna Inget
Vånna Inget är en svensk punkinfluerad musikgrupp bestående av Karolina Engdahl (sång), Tommy Tift (gitarr), Christine Owman (bas, sång, cello), Andréas Almqvist (trummor) och Joel Nevrup (orgel och synt). Bandet är baserat i Malmö men medlemmarna har sina rötter i Småland.
Debutalbumet Allvar släpptes 2011 på Heptown Records. 2013 kom Ingen botten som producerats av Jari Haapalainen. Albumet nominerades till en Grammis i kategorin Årets Rock.